# L'isola dei famosi (ottava edizione)
L'ottava edizione del reality show L'isola dei famosi è andata in onda in prima serata su Rai 2 dal 14 febbraio al 26 aprile 2011, con la conduzione di Simona Ventura per l'ottava ed ultima volta consecutiva (sostituita da Nicola Savino nella settima puntata del 29 marzo 2011), affiancata in studio dalle opinioniste Vladimir Luxuria e Alba Parietti e con la partecipazione dell'inviato Daniele Battaglia. È durata 72 giorni, ha avuto 22 naufraghi e 11 puntate e si è tenuta presso Cayos Cochinos (Honduras).
Le vicende dei naufraghi sono state trasmesse da Rai 2 in prima serata con variazioni nelle serate del lunedì (solamente la prima puntata), del martedì (puntate 5-11 e la puntata speciale intitolata Galà - Tutta la verità) e del mercoledì (puntate 2-4), mentre la trasmissione delle strisce quotidiane nel day-time è stata affidata a Rai 2 (dal lunedì al venerdì).
L'edizione si è conclusa con la vittoria di Giorgia Palmas, che si è aggiudicata il montepremi di 200000 €.

## Produzione
I concorrenti dell'ottava edizione sono 25, di cui 9 concorrenti "famosi", 9 concorrenti "Parenti di...", 3 concorrenti "non famosi" (di questi ultimi solo uno approda sull'isola durante la seconda puntata e gareggia insieme ai Parenti), una naufraga in prova e tre guest star. Nel corso della trasmissione ci sono state due new entry (una per la squadra dei parenti e una per i famosi) e un ritiro (per i parenti) e un periodo di prova non superato.
Una novità di questa edizione è il confronto a squadre (i Famosi contro i Parenti di...) fino alla quinta puntata, dopo la quale i superstiti sono stati riunificati per lo scontro uno contro tutti, esattamente come nel reality show Survivor. L'ottava edizione dell'isola viene vinta da Giorgia Palmas, concorrente nella categoria dei "Famosi".
Il reality show di Rai 2 dimostra la sua forza con il passare del tempo, l'ultima puntata del 26 aprile riceve un ascolto pari a 4 842 000 con uno share del 21,90% e picchi durante la serata del 45% durante la proclamazione della vittoria di Giorgia Palmas. Ad accendere il fuoco è stata Francesca Fogar, figlia di Ambrogio Fogar, prima concorrente ad esserci riuscita nella storia del reality, dopo una settimana di tentativi, tramite una lente per correggere un difetto dato da presbiopia, lente portata sull’isola oltre alle due lenti - per correzione di difetto dato da miopia - dei suoi occhiali effettivi. La produzione del programma - a conoscenza del fatto al limite del regolamento agito dalla concorrente, sin dalla prima puntata - ha deciso di far uscire la notizia solo nell’ultima, celebrativa e successiva a quella della finale, si suppone per ragioni legate al tentativo di aumentarne ulteriormente gli ascolti.
Il 3 maggio 2011 è andato in onda con il gran galà di chiusura soprannominato Tutta la verità.

## Conduzione
La conduzione è stata affidata come sempre a Simona Ventura (sostituita da Nicola Savino nella settima puntata del 29 marzo 2011), mentre l'inviato sull'isola è stato Daniele Battaglia (vincitore della settima edizione). Le opinioniste in studio sono state Vladimir Luxuria (vincitrice della sesta edizione) e Alba Parietti. Inoltre, durante la settimana a Pomeriggio sul 2 e/o a Dillo a Lorena, Caterina Balivo, Lorena Bianchetti e i gli ospiti in studio commentano il day-time e la domenica Alessandro Cattelan e Simona Ventura hanno curato uno spazio dedicato al reality all'interno di Quelli che il calcio. Tra gli opinionisti spesso presenti in studio: Cristiano Malgioglio, Nicola Savino, Gabriella Sassone, Claudio Lippi e Mara Venier.
Simona Ventura nella settima puntata del 29 marzo 2011 è stata sostituita alla conduzione da Nicola Savino, per provare in prima persona cosa significa essere un naufrago, approdando in Honduras tra i concorrenti in veste di guest star.

## Ambientazione

### L'isola
Cayos Cochinos è stato l'arcipelago sul quale si sono alternate le vicende dei protagonisti de L'isola dei famosi in Honduras. Si trova a quaranta minuti di navigazione dalla costa settentrionale dell'Honduras ed è un parco naturale studiato da biologi marini provenienti da tutto il mondo per studiare ed osservare l'innumerevole fauna marina. L'arcipelago è composto da tredici isole, tra le quali spiccano per dimensioni Cayo Major e Cayo Menor. Una delle più piccole è Cayo Palma dove hanno vissuto i Famosi. L'isola ha una superficie di circa 250 m², un terzo dei quali ricoperti di vegetazione. Per fare il giro dell'isola intera a piedi occorrono meno di cinque minuti. Non ci sono angoli dove appartarsi, né caverne. Gli unici suoi abitanti sono volatili, paguri e granchi. Durante il giorno piove raramente e la temperatura arriva fino a 45 gradi con un'umidità al 90%. Durante la notte, invece, senza luna il buio diventa totale. Spesso si scatenano temporali con spaventose tempeste di fulmini. Qui, in questo inferno travestito da paradiso, i naufraghi dovranno cercare di sopravvivere per circa due mesi. I naufraghi passeranno diverse settimane a Cayo Paloma, Playa Uva e all'interno della mala suerte.

### Lo studio
La diretta dallo studio è stata trasmessa sempre dallo studio 2000 del Centro di produzione Rai di Via Mecenate a Milano: la scenografia è stata rinnovata per l'ennesima volta, questa volta ispirandosi ad una grande vela di una barca.

## I naufraghi
L'età dei concorrenti si riferisce al momento dello sbarco sull'isola.
| Concorrente                      | Età     | Categoria     | Professione                             | Giorni | Luogo di nascita | Stato                |
| -------------------------------- | ------- | ------------- | --------------------------------------- | ------ | ---------------- | -------------------- |
| Giorgia Palmas                   | 28 anni | Famosi        | Showgirl                                | 1-72   | Cagliari         | Vincitrice           |
| Thyago Alves                     | 26 anni | Famosi        | Modello, attore                         | 1-72   | Goiânia          | Secondo classificato |
| Laerte Pappalardo                | 34 anni | Parenti di... | Attore                                  | 20-72  | Milano           | Terzo classificato   |
| Roberta Allegretti               | 34 anni | Non Famosi    | Salumiera                               | 8-72   | Roma             | Quarta classificata  |
| Eleonora Brigliadori             | 50 anni | Famosi        | Attrice                                 | 1-65   | Milano           | Eliminata            |
| Killian Marcus Nielsen Gastineau | 21 anni | Parenti di... | Modello                                 | 1-65   | Scottsdale       | Eliminato            |
| Francesca Fogar                  | 35 anni | Parenti di... | Scrittrice, giornalista, conduttrice TV | 1-65   | Tradate          | Eliminata            |
| Gianna Orrù                      | 73 anni | Parenti di... | Ex insegnante di Educazione fisica      | 1-58   | Cagliari         | Eliminata            |
| Nina Morić                       | 34 anni | Famosi        | Showgirl, modella                       | 8-51   | Zagabria         | Eliminata            |
| Raffaella Fico                   | 23 anni | Famosi        | Showgirl                                | 1-44   | Cercola          | Eliminata            |
| Daniel McVicar                   | 52 anni | Famosi        | Attore                                  | 1-44   | Independence     | Eliminato            |
| Raffaele Paganini                | 52 anni | Famosi        | Ballerino                               | 1-37   | Roma             | Eliminato            |
| Magda Gomes                      | 33 anni | Famosi        | Showgirl                                | 1-37   | San Paolo        | Eliminata            |
| Abigail Barwuah                  | 20 anni | Parenti di... | Modella                                 | 1-30   | Accra            | Eliminata            |
| Anoula Adoniu                    | 24 anni | Non Famosi    | Partner                                 | 24-30  | Varsavia         | Eliminata            |
| Walter Garibaldi                 | 41 anni | Parenti di... | Autore, regista, attore                 | 1-24   | Roma             | Eliminato            |
| Francesco Rapetti Mogol          | 31 anni | Parenti di... | Scrittore, chitarrista                  | 1-24   | Milano           | Eliminato            |
| Luca Dirisio                     | 32 anni | Famosi        | Cantante                                | 1-17   | Vasto            | Eliminato            |
| Matteo Materazzi                 | 34 anni | Parenti di... | Calciatore                              | 1-13   | Reggio Calabria  | Ritirato             |
| Marzio Boschetti                 | 40 anni | Non Famosi    | Ex buttafuori da discoteca              | 1-10   | Milano           | Eliminato            |
| Davide Fabbri                    | 46 anni | Non Famosi    | Ballerino                               | 1-10   | Cervia           | Eliminato            |
| Francesca De André               | 21 anni | Parenti di... | Modella                                 | 1-10   | Genova           | Eliminata            |

### Roberta Allegretti
Unica esponente dei non famosi entra a far parte della squadra dei "Parenti di" durante la seconda puntata. All'interno del gruppo Roberta conquista anche la collana da leader. Rientra nei quattro super finalisti, ma non sale sul podio a tre.

### Thyago Alves
Gareggia nella squadra dei "Famosi". All'interno del gruppo Thyago conquista anche la collana da leader. Rientra nei quattro super finalisti, perde al televoto contro Giorgia Palmas.

### Eleonora Brigliadori
Eleonora Brigliadori, concorrente della squadra dei "Famosi", si distingue nel gruppo per le sue credenze e il suo modo di vivere l'avventura. Durante il percorso, anche per via dello spostamento su due isole, prima Playa Uva e poi Cayo Paloma, Eleonora ha costruito due templi: il primo molto più grande dove ha anche vissuto dissociandosi dal resto del gruppo, il secondo più piccolo adibito solo alle preghiere di culto e alle riflessioni interiori. Tra gli oggetti personali Eleonora ha portato con sé sull'isola delle acque benedette, ma anche l'acqua di luce e l'acqua non stressata. Supera la nomination contro Gianna Orrù, madre di Valeria Marini. Sull'isola, durante l'ultima settimana di permanenza ha avuto un malore ed è svenuta; è stata soccorsa da Francesca Fogar che ha chiamato anche il medico, la Brigliadori però afferma di non essere svenuta ma di aver avuto un incontro mistico con le persone a lei care.

### Francesca Fogar
Francesca Fogar gareggia nella squadra dei "Parenti di" in quanto figlia di Ambrogio Fogar. Francesca è stata la prima naufraga in otto edizioni ad accendere il fuoco naturalmente, senza uso ne di cerini, fiammiferi o altro. Durante il 55º giorno Francesca viene morsa da un boa rosa (prima volta in otto edizioni), la ragazza intaglia la ferita e succhia prontamente il liquido iniettato dall'animale. Durante la semifinale Francesca, insieme a Laerte Pappalardo affrontano una prova tra le più dure date all'isola: raggiungere a nuoto un'altra isola, prendere una cassa piena di frutta e ritornare con il cayuco dai propri compagni. Durante l'avventura, insieme a Giorgia Palmas scopre i manghi sull'isola. All'interno del gruppo Francesca conquista anche la collana da leader. Francesca supera varie nomination tra cui quella contro Nina Morić, data fino a quel momento per vincitrice dell'isola, quella contro Gianna Orrù, madre di Valeria Marini. Francesca rimane l'ultima esponente donna della squadra dei "Parenti di".

### Kilian Marcus Nielsen Gastineau
Kilian Nielsen gareggia nella squadra dei "Parenti di" in quanto figlio di Brigitte Nielsen. Nel suo percorso ciò che lo ha molto contraddistinto è la pesca: il ragazzo è stato anche il solo a riuscire a pescare aragoste. Esce alla penultima puntata insieme a Francesca Fogar ed Eleonora Brigliadori.

### Giorgia Palmas
Gareggia nella squadra dei "Famosi". Durante l'avventura, insieme a Francesca Fogar scopre i manghi sull'isola. La Palmas dapprima lega molto con Magda Gomes; dopo l'eliminazione di quest'ultima si lega a Francesca Fogar. Giorgia è l'ultima esponente donna della squadra dei "Famosi". Giorgia vince l'ottava edizione de L'isola dei famosi.

### Laerte Pappalardo
Laerte Pappalardo gareggia nella squadra dei "Parenti di" in quanto figlio di Adriano Pappalardo (ex concorrente della prima edizione). Laerte entra nel gioco, circa un mese dopo, come sostituto di Matteo Materazzi, fratello di Marco Materazzi. Durante l'avventura si lega molto a Nina Morić, legame che porterà alla rottura del suo legame con la sua ragazza in Italia, come anche Nina Morić terminerà il suo rapporto con Martin Evans: tornata in Italia Nina Morić afferma d'essere legata a Laerte solo da un rapporto d'amicizia. Durante la semifinale Laerte, insieme a Francesca Fogar affrontano una prova tra le più dure date all'isola: raggiungere a nuoto un'altra isola, prendere una cassa piena di frutta e ritornare con il cayuco dai propri compagni. All'interno del gruppo Laerte conquista anche la collana da leader. Rientra nei quattro super finalisti, perde al televoto contro Giorgia Palmas classificandosi quindi al terzo posto come fece il padre durante la propria partecipazione alla prima edizione.

## Tabella delle nomination e dello svolgimento del programma
Legenda
     Famoso
     Parenti di
     Non famoso
     Concorrente in prova
     Concorrente leader della settimana con il potere di mandare in nomination ed immune
     Concorrente vincitore della prova immunità ed immune dalle nomination
     Concorrenti che indicano tre loro compagni che affronteranno una prova al termine della quale l'ultimo classificato finisce in nomination direttamente
     Concorrente salvato
     Concorrente direttamente al televoto, non votante
     Concorrente vincitore di una prova
     Concorrente nominabile
     Concorrente perdente di una prova
     Guest star

|                                                            |                                                            | Settimana 1                                              | Settimana 2                                              | Settimana 3                                              | Settimana 4                                              | Settimana 4                                              | Settimana 5                                              | Settimana 5                                              | Settimana 6                                                                                         | Settimana 6                                                                                         | Settimana 7                                                                                         | Settimana 7                                                                                         | Settimana 8                                                                                         | Settimana 8                                                                                         | Settimana 9 Semifinale                                                                              | Settimana 10 Finale                                                                                 | Settimana 10 Finale                                                                                 | Settimana 10 Finale                                                                                 | Settimana 11 Finalissima                                                                            | Settimana 11 Finalissima                                                                            | Settimana 11 Finalissima                                                                            | Numero totale di nomination |
| ---------------------------------------------------------- | ---------------------------------------------------------- | -------------------------------------------------------- | -------------------------------------------------------- | -------------------------------------------------------- | -------------------------------------------------------- | -------------------------------------------------------- | -------------------------------------------------------- | -------------------------------------------------------- | --------------------------------------------------------------------------------------------------- | --------------------------------------------------------------------------------------------------- | --------------------------------------------------------------------------------------------------- | --------------------------------------------------------------------------------------------------- | --------------------------------------------------------------------------------------------------- | --------------------------------------------------------------------------------------------------- | --------------------------------------------------------------------------------------------------- | --------------------------------------------------------------------------------------------------- | --------------------------------------------------------------------------------------------------- | --------------------------------------------------------------------------------------------------- | --------------------------------------------------------------------------------------------------- | --------------------------------------------------------------------------------------------------- | --------------------------------------------------------------------------------------------------- | --------------------------- |
| Leader della settimana                                     | Leader della settimana                                     | A partire dalla 5ª settimana viene nominato leader unico | A partire dalla 5ª settimana viene nominato leader unico | A partire dalla 5ª settimana viene nominato leader unico | A partire dalla 5ª settimana viene nominato leader unico | A partire dalla 5ª settimana viene nominato leader unico | A partire dalla 5ª settimana viene nominato leader unico | A partire dalla 5ª settimana viene nominato leader unico | Nina                                                                                                | Nina                                                                                                | Thyago                                                                                              | Thyago                                                                                              | Roberta                                                                                             | Roberta                                                                                             | Laerte                                                                                              | Thyago                                                                                              | Laerte                                                                                              | Laerte                                                                                              | Thyago                                                                                              | Thyago                                                                                              | Thyago                                                                                              | Numero totale di nomination |
| Immune della settimana                                     | Immune della settimana                                     | Le squadre vengono unite a partire dalla 5ª settimana    | Le squadre vengono unite a partire dalla 5ª settimana    | Le squadre vengono unite a partire dalla 5ª settimana    | Le squadre vengono unite a partire dalla 5ª settimana    | Le squadre vengono unite a partire dalla 5ª settimana    | Le squadre vengono unite a partire dalla 5ª settimana    | Le squadre vengono unite a partire dalla 5ª settimana    | Laerte                                                                                              | Laerte                                                                                              | Nessuno                                                                                             | Nessuno                                                                                             | Nessuno                                                                                             | Nessuno                                                                                             | Giorgia                                                                                             | Nessuno                                                                                             | Nessuno                                                                                             | Nessuno                                                                                             | Nessuno                                                                                             | Nessuno                                                                                             | Nessuno                                                                                             | Numero totale di nomination |
| Leader dei parenti                                         | Leader dei parenti                                         | Nessuno                                                  | Nessuno                                                  | Nessuno                                                  | Roberta                                                  | Roberta                                                  | Francesca                                                | Francesca                                                | A partire dalla 5ª settimana i gruppi vengono uniti è c'è solo un leader                            | A partire dalla 5ª settimana i gruppi vengono uniti è c'è solo un leader                            | A partire dalla 5ª settimana i gruppi vengono uniti è c'è solo un leader                            | A partire dalla 5ª settimana i gruppi vengono uniti è c'è solo un leader                            | A partire dalla 5ª settimana i gruppi vengono uniti è c'è solo un leader                            | A partire dalla 5ª settimana i gruppi vengono uniti è c'è solo un leader                            | A partire dalla 5ª settimana i gruppi vengono uniti è c'è solo un leader                            | A partire dalla 5ª settimana i gruppi vengono uniti è c'è solo un leader                            | A partire dalla 5ª settimana i gruppi vengono uniti è c'è solo un leader                            | A partire dalla 5ª settimana i gruppi vengono uniti è c'è solo un leader                            | A partire dalla 5ª settimana i gruppi vengono uniti è c'è solo un leader                            | A partire dalla 5ª settimana i gruppi vengono uniti è c'è solo un leader                            | A partire dalla 5ª settimana i gruppi vengono uniti è c'è solo un leader                            | Numero totale di nomination |
| Leader dei famosi                                          | Leader dei famosi                                          | Nessuno                                                  | Nessuno                                                  | Nessuno                                                  | Nessuno                                                  | Nessuno                                                  | Nina                                                     | Nina                                                     | A partire dalla 5ª settimana i gruppi vengono uniti è c'è solo un leader                            | A partire dalla 5ª settimana i gruppi vengono uniti è c'è solo un leader                            | A partire dalla 5ª settimana i gruppi vengono uniti è c'è solo un leader                            | A partire dalla 5ª settimana i gruppi vengono uniti è c'è solo un leader                            | A partire dalla 5ª settimana i gruppi vengono uniti è c'è solo un leader                            | A partire dalla 5ª settimana i gruppi vengono uniti è c'è solo un leader                            | A partire dalla 5ª settimana i gruppi vengono uniti è c'è solo un leader                            | A partire dalla 5ª settimana i gruppi vengono uniti è c'è solo un leader                            | A partire dalla 5ª settimana i gruppi vengono uniti è c'è solo un leader                            | A partire dalla 5ª settimana i gruppi vengono uniti è c'è solo un leader                            | A partire dalla 5ª settimana i gruppi vengono uniti è c'è solo un leader                            | A partire dalla 5ª settimana i gruppi vengono uniti è c'è solo un leader                            | A partire dalla 5ª settimana i gruppi vengono uniti è c'è solo un leader                            | Numero totale di nomination |
| Immuni dei parenti                                         | Immuni dei parenti                                         | Nessuno                                                  | Francesco                                                | Gianna                                                   | Roberta                                                  | Roberta                                                  | Francesca                                                | Francesca                                                | A partire dalla 5ª settimana i gruppi vengono uniti è c'è solo un leader                            | A partire dalla 5ª settimana i gruppi vengono uniti è c'è solo un leader                            | A partire dalla 5ª settimana i gruppi vengono uniti è c'è solo un leader                            | A partire dalla 5ª settimana i gruppi vengono uniti è c'è solo un leader                            | A partire dalla 5ª settimana i gruppi vengono uniti è c'è solo un leader                            | A partire dalla 5ª settimana i gruppi vengono uniti è c'è solo un leader                            | A partire dalla 5ª settimana i gruppi vengono uniti è c'è solo un leader                            | A partire dalla 5ª settimana i gruppi vengono uniti è c'è solo un leader                            | A partire dalla 5ª settimana i gruppi vengono uniti è c'è solo un leader                            | A partire dalla 5ª settimana i gruppi vengono uniti è c'è solo un leader                            | A partire dalla 5ª settimana i gruppi vengono uniti è c'è solo un leader                            | A partire dalla 5ª settimana i gruppi vengono uniti è c'è solo un leader                            | A partire dalla 5ª settimana i gruppi vengono uniti è c'è solo un leader                            | Numero totale di nomination |
| Immuni dei famosi                                          | Immuni dei famosi                                          | Nessuno                                                  | Raffaele                                                 | Raffaele                                                 | Thyago                                                   | Thyago                                                   | Nina                                                     | Nina                                                     | A partire dalla 5ª settimana i gruppi vengono uniti è c'è solo un leader                            | A partire dalla 5ª settimana i gruppi vengono uniti è c'è solo un leader                            | A partire dalla 5ª settimana i gruppi vengono uniti è c'è solo un leader                            | A partire dalla 5ª settimana i gruppi vengono uniti è c'è solo un leader                            | A partire dalla 5ª settimana i gruppi vengono uniti è c'è solo un leader                            | A partire dalla 5ª settimana i gruppi vengono uniti è c'è solo un leader                            | A partire dalla 5ª settimana i gruppi vengono uniti è c'è solo un leader                            | A partire dalla 5ª settimana i gruppi vengono uniti è c'è solo un leader                            | A partire dalla 5ª settimana i gruppi vengono uniti è c'è solo un leader                            | A partire dalla 5ª settimana i gruppi vengono uniti è c'è solo un leader                            | A partire dalla 5ª settimana i gruppi vengono uniti è c'è solo un leader                            | A partire dalla 5ª settimana i gruppi vengono uniti è c'è solo un leader                            | A partire dalla 5ª settimana i gruppi vengono uniti è c'è solo un leader                            | Numero totale di nomination |
|                                                            |                                                            |                                                          |                                                          |                                                          |                                                          |                                                          |                                                          |                                                          | | | | | | | | | | | | | |                             |
|                                                            | Giorgia                                                    | Raffaella                                                | Daniel                                                   | Nina                                                     | Salva                                                    | Nina                                                     | Nominabile                                               | Daniel                                                   | Salva                                                                                               | Daniel                                                                                              | Nina                                                                                                | Nina                                                                                                | Salva                                                                                               | Laerte                                                                                              | Eleonora                                                                                            | Kilian Roberta                                                                                      | In nomination                                                                                       | In nomination                                                                                       | In nomination                                                                                       | In nomination                                                                                       | Vincitrice (Settimana 10 - Giorno 72)                                                               | 4                           |
|                                                            | Thyago                                                     | Eleonora                                                 | Eleonora                                                 | Nina                                                     | Prova vinta                                              | Raffaele                                                 | Nominabile                                               | Raffaele                                                 | Prova non superata                                                                                  | Eleonora                                                                                            | Laerte                                                                                              | Laerte                                                                                              | Prova vinta                                                                                         | Laerte                                                                                              | Kilian                                                                                              | Roberta                                                                                             | In nomination                                                                                       | In nomination                                                                                       | Leader                                                                                              | In nomination                                                                                       | (Secondo classificato (Settimana 10 - Giorno 72)                                                    | 3                           |
|                                                            | Laerte                                                     | Non in gara                                              | Non in gara                                              | Non in gara                                              | Non in gara                                              | Immune                                                   | Salvo                                                    | Roberta                                                  | Esente                                                                                              | Giorgia                                                                                             | Francesca F.                                                                                        | Francesca F.                                                                                        | Prova vinta                                                                                         | Francesca F.                                                                                        | Francesca F.                                                                                        | Kilian Eleonora                                                                                     | Leader                                                                                              | Leader                                                                                              | In nomination                                                                                       | Terzo classificato (Settimana 10 - Giorno 72)                                                       | Terzo classificato (Settimana 10 - Giorno 72)                                                       | 8                           |
|                                                            | Roberta                                                    | Non in gara                                              | Immune                                                   | Francesca F.                                             | Walter                                                   | Abigail                                                  | Salva                                                    | Gianna                                                   | Salva                                                                                               | Francesca F.                                                                                        | Francesca F.                                                                                        | Francesca F.                                                                                        | Esente                                                                                              | Gianna                                                                                              | Francesca F.                                                                                        | Laerte Giorgia                                                                                      | In nomination                                                                                       | In nomination                                                                                       | Quarta classificata (Settimana 10 - Giorno 72)                                                      | Quarta classificata (Settimana 10 - Giorno 72)                                                      | Quarta classificata (Settimana 10 - Giorno 72)                                                      | 2                           |
|                                                            | Eleonora                                                   | Daniel                                                   | Raffaella                                                | Daniel                                                   | Salva                                                    | Daniel                                                   | Nominabile                                               | Raffaele                                                 | Indicante                                                                                           | Daniel                                                                                              | Nina                                                                                                | Nina                                                                                                | Prova non superata                                                                                  | Laerte                                                                                              | Francesca F.                                                                                        | Kilian Laerte                                                                                       | In nomination                                                                                       | Eliminati (Settimana 9 - Giorno 65)                                                                 | Eliminati (Settimana 9 - Giorno 65)                                                                 | Eliminati (Settimana 9 - Giorno 65)                                                                 | Eliminati (Settimana 9 - Giorno 65)                                                                 | 13                          |
|                                                            | Killian                                                    | Abigail                                                  | Walter                                                   | Abigail                                                  | Prova non superata                                       | Abigail                                                  | Salvo                                                    | Gianna                                                   | Salva                                                                                               | Francesca F.                                                                                        | Francesca F.                                                                                        | Francesca F.                                                                                        | Salvo                                                                                               | Laerte                                                                                              | Eleonora                                                                                            | Eleonora Giorgia                                                                                    | Semifinalista                                                                                       | Eliminati (Settimana 9 - Giorno 65)                                                                 | Eliminati (Settimana 9 - Giorno 65)                                                                 | Eliminati (Settimana 9 - Giorno 65)                                                                 | Eliminati (Settimana 9 - Giorno 65)                                                                 | 11                          |
|                                                            | Francesca F.                                               | Kilian                                                   | Matteo                                                   | Francesco                                                | Salva                                                    | Abigail                                                  | Prova vinta                                              | Kilian                                                   | Salva                                                                                               | Kilian                                                                                              | Nina                                                                                                | Nina                                                                                                | Indicante                                                                                           | Laerte                                                                                              | Eleonora                                                                                            | Semifinalista                                                                                       | Semifinalista                                                                                       | Eliminati (Settimana 9 - Giorno 65)                                                                 | Eliminati (Settimana 9 - Giorno 65)                                                                 | Eliminati (Settimana 9 - Giorno 65)                                                                 | Eliminati (Settimana 9 - Giorno 65)                                                                 | 10                          |
|                                                            | Gianna                                                     | Francesca D.                                             | Kilian                                                   | Francesco                                                | Salva                                                    | Abigail                                                  | Salva                                                    | Roberta                                                  | Indicante                                                                                           | Kilian                                                                                              | Nina                                                                                                | Nina                                                                                                | Salva                                                                                               | Laerte                                                                                              | Eliminata (Settimana 8 - Giorno 58)                                                                 | Eliminata (Settimana 8 - Giorno 58)                                                                 | Eliminata (Settimana 8 - Giorno 58)                                                                 | Eliminata (Settimana 8 - Giorno 58)                                                                 | Eliminata (Settimana 8 - Giorno 58)                                                                 | Eliminata (Settimana 8 - Giorno 58)                                                                 | Eliminata (Settimana 8 - Giorno 58)                                                                 | 3                           |
|                                                            | Nina                                                       | Non in gara                                              | Immune                                                   | Magda                                                    | Salva                                                    | Daniel                                                   | Prova non superata                                       | Giorgia                                                  | Esente                                                                                              | Giorgia                                                                                             | Francesca F.                                                                                        | Francesca F.                                                                                        | Indicante                                                                                           | Eliminata (Settimana 7 - Giorno 51)                                                                 | Eliminata (Settimana 7 - Giorno 51)                                                                 | Eliminata (Settimana 7 - Giorno 51)                                                                 | Eliminata (Settimana 7 - Giorno 51)                                                                 | Eliminata (Settimana 7 - Giorno 51)                                                                 | Eliminata (Settimana 7 - Giorno 51)                                                                 | Eliminata (Settimana 7 - Giorno 51)                                                                 | Eliminata (Settimana 7 - Giorno 51)                                                                 | 5                           |
|                                                            | Raffaella                                                  | Eleonora                                                 | Eleonora                                                 | Nina                                                     | Salva                                                    | Daniel                                                   | Nominabile                                               | Raffaele                                                 | Prova non superata                                                                                  | Immune                                                                                              | Eliminati (Settimana 6 - Giorno 44)                                                                 | Eliminati (Settimana 6 - Giorno 44)                                                                 | Eliminati (Settimana 6 - Giorno 44)                                                                 | Eliminati (Settimana 6 - Giorno 44)                                                                 | Eliminati (Settimana 6 - Giorno 44)                                                                 | Eliminati (Settimana 6 - Giorno 44)                                                                 | Eliminati (Settimana 6 - Giorno 44)                                                                 | Eliminati (Settimana 6 - Giorno 44)                                                                 | Eliminati (Settimana 6 - Giorno 44)                                                                 | Eliminati (Settimana 6 - Giorno 44)                                                                 | Eliminati (Settimana 6 - Giorno 44)                                                                 | 3                           |
|                                                            | Daniel                                                     | Eleonora                                                 | Eleonora                                                 | Eleonora                                                 | Salvo                                                    | Raffaele                                                 | Nominabile                                               | Raffaele                                                 | Prova non superata                                                                                  | Eleonora                                                                                            | Eliminati (Settimana 6 - Giorno 44)                                                                 | Eliminati (Settimana 6 - Giorno 44)                                                                 | Eliminati (Settimana 6 - Giorno 44)                                                                 | Eliminati (Settimana 6 - Giorno 44)                                                                 | Eliminati (Settimana 6 - Giorno 44)                                                                 | Eliminati (Settimana 6 - Giorno 44)                                                                 | Eliminati (Settimana 6 - Giorno 44)                                                                 | Eliminati (Settimana 6 - Giorno 44)                                                                 | Eliminati (Settimana 6 - Giorno 44)                                                                 | Eliminati (Settimana 6 - Giorno 44)                                                                 | Eliminati (Settimana 6 - Giorno 44)                                                                 | 7                           |
|                                                            | Raffaele                                                   | Daniel                                                   | Thyago                                                   | Thyago                                                   | Prova vinta                                              | Daniel                                                   | Nominabile                                               | Daniel                                                   | Eliminati (Settimana 5 - Giorno 37)                                                                 | Eliminati (Settimana 5 - Giorno 37)                                                                 | Eliminati (Settimana 5 - Giorno 37)                                                                 | Eliminati (Settimana 5 - Giorno 37)                                                                 | Eliminati (Settimana 5 - Giorno 37)                                                                 | Eliminati (Settimana 5 - Giorno 37)                                                                 | Eliminati (Settimana 5 - Giorno 37)                                                                 | Eliminati (Settimana 5 - Giorno 37)                                                                 | Eliminati (Settimana 5 - Giorno 37)                                                                 | Eliminati (Settimana 5 - Giorno 37)                                                                 | Eliminati (Settimana 5 - Giorno 37)                                                                 | Eliminati (Settimana 5 - Giorno 37)                                                                 | Eliminati (Settimana 5 - Giorno 37)                                                                 | 7                           |
|                                                            | Magda                                                      | Raffaella                                                | Daniel                                                   | Nina                                                     | Prova vinta                                              | Daniel                                                   | Nominata                                                 | Raffaele                                                 | Eliminati (Settimana 5 - Giorno 37)                                                                 | Eliminati (Settimana 5 - Giorno 37)                                                                 | Eliminati (Settimana 5 - Giorno 37)                                                                 | Eliminati (Settimana 5 - Giorno 37)                                                                 | Eliminati (Settimana 5 - Giorno 37)                                                                 | Eliminati (Settimana 5 - Giorno 37)                                                                 | Eliminati (Settimana 5 - Giorno 37)                                                                 | Eliminati (Settimana 5 - Giorno 37)                                                                 | Eliminati (Settimana 5 - Giorno 37)                                                                 | Eliminati (Settimana 5 - Giorno 37)                                                                 | Eliminati (Settimana 5 - Giorno 37)                                                                 | Eliminati (Settimana 5 - Giorno 37)                                                                 | Eliminati (Settimana 5 - Giorno 37)                                                                 | 2                           |
|                                                            | Abigail                                                    | Francesca D.                                             | Kilian                                                   | Francesco                                                | Salva                                                    | Kilian                                                   | Eliminati (Settimana 4 - Giorno 30)                      | Eliminati (Settimana 4 - Giorno 30)                      | Eliminati (Settimana 4 - Giorno 30)                                                                 | Eliminati (Settimana 4 - Giorno 30)                                                                 | Eliminati (Settimana 4 - Giorno 30)                                                                 | Eliminati (Settimana 4 - Giorno 30)                                                                 | Eliminati (Settimana 4 - Giorno 30)                                                                 | Eliminati (Settimana 4 - Giorno 30)                                                                 | Eliminati (Settimana 4 - Giorno 30)                                                                 | Eliminati (Settimana 4 - Giorno 30)                                                                 | Eliminati (Settimana 4 - Giorno 30)                                                                 | Eliminati (Settimana 4 - Giorno 30)                                                                 | Eliminati (Settimana 4 - Giorno 30)                                                                 | Eliminati (Settimana 4 - Giorno 30)                                                                 | Eliminati (Settimana 4 - Giorno 30)                                                                 | 6                           |
|                                                            | Anoula                                                     | Non in gara                                              | Non in gara                                              | Non in gara                                              | Non in gara                                              | In prova                                                 | Eliminati (Settimana 4 - Giorno 30)                      | Eliminati (Settimana 4 - Giorno 30)                      | Eliminati (Settimana 4 - Giorno 30)                                                                 | Eliminati (Settimana 4 - Giorno 30)                                                                 | Eliminati (Settimana 4 - Giorno 30)                                                                 | Eliminati (Settimana 4 - Giorno 30)                                                                 | Eliminati (Settimana 4 - Giorno 30)                                                                 | Eliminati (Settimana 4 - Giorno 30)                                                                 | Eliminati (Settimana 4 - Giorno 30)                                                                 | Eliminati (Settimana 4 - Giorno 30)                                                                 | Eliminati (Settimana 4 - Giorno 30)                                                                 | Eliminati (Settimana 4 - Giorno 30)                                                                 | Eliminati (Settimana 4 - Giorno 30)                                                                 | Eliminati (Settimana 4 - Giorno 30)                                                                 | Eliminati (Settimana 4 - Giorno 30)                                                                 | 0                           |
|                                                            | Walter                                                     | Francesca D.                                             | Kilian                                                   | Francesco                                                | Prova non superata                                       | Eliminati (Settimana 3 - Giorno 24)                      | Eliminati (Settimana 3 - Giorno 24)                      | Eliminati (Settimana 3 - Giorno 24)                      | Eliminati (Settimana 3 - Giorno 24)                                                                 | Eliminati (Settimana 3 - Giorno 24)                                                                 | Eliminati (Settimana 3 - Giorno 24)                                                                 | Eliminati (Settimana 3 - Giorno 24)                                                                 | Eliminati (Settimana 3 - Giorno 24)                                                                 | Eliminati (Settimana 3 - Giorno 24)                                                                 | Eliminati (Settimana 3 - Giorno 24)                                                                 | Eliminati (Settimana 3 - Giorno 24)                                                                 | Eliminati (Settimana 3 - Giorno 24)                                                                 | Eliminati (Settimana 3 - Giorno 24)                                                                 | Eliminati (Settimana 3 - Giorno 24)                                                                 | Eliminati (Settimana 3 - Giorno 24)                                                                 | Eliminati (Settimana 3 - Giorno 24)                                                                 | 3                           |
|                                                            | Francesco                                                  | Abigail                                                  | Walter                                                   | Abigail                                                  | Salvo                                                    | Eliminati (Settimana 3 - Giorno 24)                      | Eliminati (Settimana 3 - Giorno 24)                      | Eliminati (Settimana 3 - Giorno 24)                      | Eliminati (Settimana 3 - Giorno 24)                                                                 | Eliminati (Settimana 3 - Giorno 24)                                                                 | Eliminati (Settimana 3 - Giorno 24)                                                                 | Eliminati (Settimana 3 - Giorno 24)                                                                 | Eliminati (Settimana 3 - Giorno 24)                                                                 | Eliminati (Settimana 3 - Giorno 24)                                                                 | Eliminati (Settimana 3 - Giorno 24)                                                                 | Eliminati (Settimana 3 - Giorno 24)                                                                 | Eliminati (Settimana 3 - Giorno 24)                                                                 | Eliminati (Settimana 3 - Giorno 24)                                                                 | Eliminati (Settimana 3 - Giorno 24)                                                                 | Eliminati (Settimana 3 - Giorno 24)                                                                 | Eliminati (Settimana 3 - Giorno 24)                                                                 | 4                           |
|                                                            | Luca                                                       | Eleonora                                                 | Eleonora                                                 | Eliminato (Settimana 2 - Giorno 17)                      | Eliminato (Settimana 2 - Giorno 17)                      | Eliminato (Settimana 2 - Giorno 17)                      | Eliminato (Settimana 2 - Giorno 17)                      | Eliminato (Settimana 2 - Giorno 17)                      | Eliminato (Settimana 2 - Giorno 17)                                                                 | Eliminato (Settimana 2 - Giorno 17)                                                                 | Eliminato (Settimana 2 - Giorno 17)                                                                 | Eliminato (Settimana 2 - Giorno 17)                                                                 | Eliminato (Settimana 2 - Giorno 17)                                                                 | Eliminato (Settimana 2 - Giorno 17)                                                                 | Eliminato (Settimana 2 - Giorno 17)                                                                 | Eliminato (Settimana 2 - Giorno 17)                                                                 | Eliminato (Settimana 2 - Giorno 17)                                                                 | Eliminato (Settimana 2 - Giorno 17)                                                                 | Eliminato (Settimana 2 - Giorno 17)                                                                 | Eliminato (Settimana 2 - Giorno 17)                                                                 | Eliminato (Settimana 2 - Giorno 17)                                                                 | 0                           |
|                                                            | Matteo                                                     | Abigail                                                  | Francesca F.                                             | Ritirato (Settimana 2 - Giorno 13)                       | Ritirato (Settimana 2 - Giorno 13)                       | Ritirato (Settimana 2 - Giorno 13)                       | Ritirato (Settimana 2 - Giorno 13)                       | Ritirato (Settimana 2 - Giorno 13)                       | Ritirato (Settimana 2 - Giorno 13)                                                                  | Ritirato (Settimana 2 - Giorno 13)                                                                  | Ritirato (Settimana 2 - Giorno 13)                                                                  | Ritirato (Settimana 2 - Giorno 13)                                                                  | Ritirato (Settimana 2 - Giorno 13)                                                                  | Ritirato (Settimana 2 - Giorno 13)                                                                  | Ritirato (Settimana 2 - Giorno 13)                                                                  | Ritirato (Settimana 2 - Giorno 13)                                                                  | Ritirato (Settimana 2 - Giorno 13)                                                                  | Ritirato (Settimana 2 - Giorno 13)                                                                  | Ritirato (Settimana 2 - Giorno 13)                                                                  | Ritirato (Settimana 2 - Giorno 13)                                                                  | Ritirato (Settimana 2 - Giorno 13)                                                                  | 0                           |
|                                                            | Davide                                                     | Non in gara                                              | Eliminati (Settimana 1 - Giorno 10)                      | Eliminati (Settimana 1 - Giorno 10)                      | Eliminati (Settimana 1 - Giorno 10)                      | Eliminati (Settimana 1 - Giorno 10)                      | Eliminati (Settimana 1 - Giorno 10)                      | Eliminati (Settimana 1 - Giorno 10)                      | Eliminati (Settimana 1 - Giorno 10)                                                                 | Eliminati (Settimana 1 - Giorno 10)                                                                 | Eliminati (Settimana 1 - Giorno 10)                                                                 | Eliminati (Settimana 1 - Giorno 10)                                                                 | Eliminati (Settimana 1 - Giorno 10)                                                                 | Eliminati (Settimana 1 - Giorno 10)                                                                 | Eliminati (Settimana 1 - Giorno 10)                                                                 | Eliminati (Settimana 1 - Giorno 10)                                                                 | Eliminati (Settimana 1 - Giorno 10)                                                                 | Eliminati (Settimana 1 - Giorno 10)                                                                 | Eliminati (Settimana 1 - Giorno 10)                                                                 | Eliminati (Settimana 1 - Giorno 10)                                                                 | Eliminati (Settimana 1 - Giorno 10)                                                                 | 0                           |
|                                                            | Marzio                                                     | Non in gara                                              | Eliminati (Settimana 1 - Giorno 10)                      | Eliminati (Settimana 1 - Giorno 10)                      | Eliminati (Settimana 1 - Giorno 10)                      | Eliminati (Settimana 1 - Giorno 10)                      | Eliminati (Settimana 1 - Giorno 10)                      | Eliminati (Settimana 1 - Giorno 10)                      | Eliminati (Settimana 1 - Giorno 10)                                                                 | Eliminati (Settimana 1 - Giorno 10)                                                                 | Eliminati (Settimana 1 - Giorno 10)                                                                 | Eliminati (Settimana 1 - Giorno 10)                                                                 | Eliminati (Settimana 1 - Giorno 10)                                                                 | Eliminati (Settimana 1 - Giorno 10)                                                                 | Eliminati (Settimana 1 - Giorno 10)                                                                 | Eliminati (Settimana 1 - Giorno 10)                                                                 | Eliminati (Settimana 1 - Giorno 10)                                                                 | Eliminati (Settimana 1 - Giorno 10)                                                                 | Eliminati (Settimana 1 - Giorno 10)                                                                 | Eliminati (Settimana 1 - Giorno 10)                                                                 | Eliminati (Settimana 1 - Giorno 10)                                                                 | 0                           |
|                                                            | Francesca D.                                               | Kilian                                                   | Eliminati (Settimana 1 - Giorno 10)                      | Eliminati (Settimana 1 - Giorno 10)                      | Eliminati (Settimana 1 - Giorno 10)                      | Eliminati (Settimana 1 - Giorno 10)                      | Eliminati (Settimana 1 - Giorno 10)                      | Eliminati (Settimana 1 - Giorno 10)                      | Eliminati (Settimana 1 - Giorno 10)                                                                 | Eliminati (Settimana 1 - Giorno 10)                                                                 | Eliminati (Settimana 1 - Giorno 10)                                                                 | Eliminati (Settimana 1 - Giorno 10)                                                                 | Eliminati (Settimana 1 - Giorno 10)                                                                 | Eliminati (Settimana 1 - Giorno 10)                                                                 | Eliminati (Settimana 1 - Giorno 10)                                                                 | Eliminati (Settimana 1 - Giorno 10)                                                                 | Eliminati (Settimana 1 - Giorno 10)                                                                 | Eliminati (Settimana 1 - Giorno 10)                                                                 | Eliminati (Settimana 1 - Giorno 10)                                                                 | Eliminati (Settimana 1 - Giorno 10)                                                                 | Eliminati (Settimana 1 - Giorno 10)                                                                 | 3                           |
|                                                            |                                                            |                                                          |                                                          |                                                          |                                                          |                                                          |                                                          |                                                          | | | | | | | | | | | | | |                             |
| Nominato dal leader                                        | Nominato dal leader                                        | Nessuno                                                  | Nessuno                                                  | Nessuno                                                  | Walter                                                   | Nessuno                                                  | Magda                                                    | Roberta                                                  | Nessuno                                                                                             | Giorgia                                                                                             | Laerte                                                                                              | Laerte                                                                                              | Nessuno                                                                                             | Gianna                                                                                              | Francesca F.                                                                                        | Roberta                                                                                             | Nessuno                                                                                             | Nessuno                                                                                             | Nessuno                                                                                             | Nessuno                                                                                             | Nessuno                                                                                             |                             |
| Nominato dal gruppo                                        | Nominato dal gruppo                                        | Le squadre vengono unite a partire dalla 5ª settimana    | Le squadre vengono unite a partire dalla 5ª settimana    | Le squadre vengono unite a partire dalla 5ª settimana    | Le squadre vengono unite a partire dalla 5ª settimana    | Le squadre vengono unite a partire dalla 5ª settimana    | Le squadre vengono unite a partire dalla 5ª settimana    | Le squadre vengono unite a partire dalla 5ª settimana    | Nessuno                                                                                             | Daniel Eleonora Kilian Francesca F.                                                                 | Francesca F. Nina                                                                                   | Francesca F. Nina                                                                                   | Nessuno                                                                                             | Laerte                                                                                              | Eleonora                                                                                            | Kilian                                                                                              | Nessuno                                                                                             | Nessuno                                                                                             | Nessuno                                                                                             | Nessuno                                                                                             | Nessuno                                                                                             |                             |
| Ultimo classificato ad una prova                           | Ultimo classificato ad una prova                           | Nessuno                                                  | Nessuno                                                  | Nessuno                                                  | Walter                                                   | Nessuno                                                  | Nessuno                                                  | Nessuno                                                  | Raffaella                                                                                           | Nessuno                                                                                             | Nessuno                                                                                             | Nessuno                                                                                             | Eleonora                                                                                            | Nessuno                                                                                             | Nessuno                                                                                             | Nessuno                                                                                             | Nessuno                                                                                             | Nessuno                                                                                             | Nessuno                                                                                             | Nessuno                                                                                             | Nessuno                                                                                             |                             |
| Nominato dai famosi                                        | Nominato dai famosi                                        | Eleonora                                                 | Eleonora                                                 | Nina                                                     | Nessuno                                                  | Daniel                                                   | Nessuno                                                  | Raffaele                                                 | A partire dalla 5ª i gruppi sono stati uniti, quindi sia le nomination che il leader sono di gruppo | A partire dalla 5ª i gruppi sono stati uniti, quindi sia le nomination che il leader sono di gruppo | A partire dalla 5ª i gruppi sono stati uniti, quindi sia le nomination che il leader sono di gruppo | A partire dalla 5ª i gruppi sono stati uniti, quindi sia le nomination che il leader sono di gruppo | A partire dalla 5ª i gruppi sono stati uniti, quindi sia le nomination che il leader sono di gruppo | A partire dalla 5ª i gruppi sono stati uniti, quindi sia le nomination che il leader sono di gruppo | A partire dalla 5ª i gruppi sono stati uniti, quindi sia le nomination che il leader sono di gruppo | A partire dalla 5ª i gruppi sono stati uniti, quindi sia le nomination che il leader sono di gruppo | A partire dalla 5ª i gruppi sono stati uniti, quindi sia le nomination che il leader sono di gruppo | A partire dalla 5ª i gruppi sono stati uniti, quindi sia le nomination che il leader sono di gruppo | A partire dalla 5ª i gruppi sono stati uniti, quindi sia le nomination che il leader sono di gruppo | A partire dalla 5ª i gruppi sono stati uniti, quindi sia le nomination che il leader sono di gruppo | A partire dalla 5ª i gruppi sono stati uniti, quindi sia le nomination che il leader sono di gruppo |                             |
| Nominato dai parenti di                                    | Nominato dai parenti di                                    | Francesca D. Abigail                                     | Kilian                                                   | Francesco                                                | Nessuno                                                  | Abigail                                                  | Nessuno                                                  | Roberta Gianna                                           | A partire dalla 5ª i gruppi sono stati uniti, quindi sia le nomination che il leader sono di gruppo | A partire dalla 5ª i gruppi sono stati uniti, quindi sia le nomination che il leader sono di gruppo | A partire dalla 5ª i gruppi sono stati uniti, quindi sia le nomination che il leader sono di gruppo | A partire dalla 5ª i gruppi sono stati uniti, quindi sia le nomination che il leader sono di gruppo | A partire dalla 5ª i gruppi sono stati uniti, quindi sia le nomination che il leader sono di gruppo | A partire dalla 5ª i gruppi sono stati uniti, quindi sia le nomination che il leader sono di gruppo | A partire dalla 5ª i gruppi sono stati uniti, quindi sia le nomination che il leader sono di gruppo | A partire dalla 5ª i gruppi sono stati uniti, quindi sia le nomination che il leader sono di gruppo | A partire dalla 5ª i gruppi sono stati uniti, quindi sia le nomination che il leader sono di gruppo | A partire dalla 5ª i gruppi sono stati uniti, quindi sia le nomination che il leader sono di gruppo | A partire dalla 5ª i gruppi sono stati uniti, quindi sia le nomination che il leader sono di gruppo | A partire dalla 5ª i gruppi sono stati uniti, quindi sia le nomination che il leader sono di gruppo | A partire dalla 5ª i gruppi sono stati uniti, quindi sia le nomination che il leader sono di gruppo |                             |
| Nominato dell'ex aequo                                     | Nominato dell'ex aequo                                     | Francesca D.                                             | Nessuno                                                  | Nessuno                                                  | Nessuno                                                  | Nessuno                                                  | Nessuno                                                  | Roberta                                                  | Nessuno                                                                                             | Daniel                                                                                              | Nina                                                                                                | Nina                                                                                                | Nessuno                                                                                             | Nessuno                                                                                             | Nessuno                                                                                             | Nessuno                                                                                             | Nessuno                                                                                             | Nessuno                                                                                             | Nessuno                                                                                             | Nessuno                                                                                             | Nessuno                                                                                             |                             |
| Nominato dal vincitore della prova del salvataggio estremo | Nominato dal vincitore della prova del salvataggio estremo | Luca                                                     | Luca                                                     | Non superata                                             | Nessuno                                                  | Non superata                                             | Nessuno                                                  | Nessuno                                                  | Nessuno                                                                                             | Nessuno                                                                                             | Francesca F.                                                                                        | Francesca F.                                                                                        | Nessuno                                                                                             | Francesca F.                                                                                        | Nessuno                                                                                             | Nessuno                                                                                             | Nessuno                                                                                             | Nessuno                                                                                             | Nessuno                                                                                             | Nessuno                                                                                             | Nessuno                                                                                             |                             |
| Salvati dal televoto                                       | Salvati dal televoto                                       | Nessuno                                                  | Luca Eleonora Kilian                                     | Nina Francesco                                           | Walter                                                   | Daniel Abigail                                           | Magda                                                    | Roberta Gianna Raffaele                                  | Raffaella                                                                                           | Daniel Kilian Francesca F.                                                                          | Francesca Laerte                                                                                    | Francesca Laerte                                                                                    | Francesca F. Eleonora Laerte Gianna                                                                 | Francesca F. Eleonora Laerte Gianna                                                                 | Francesca F. Eleonora                                                                               | Roberta                                                                                             | Roberta                                                                                             | Roberta                                                                                             | Giorgia Thyago                                                                                      | Giorgia Thyago                                                                                      | Giorgia 76% per vincere                                                                             |                             |
| Eliminati dal televoto                                     | Eliminati dal televoto                                     | Nessuno                                                  | Francesca 57% per eliminare                              | Luca 68,00% per eliminare                                | Francesco 52% per eliminare                              | Walter                                                   | Anoula                                                   | Abigail 72% per eliminare                                | Magda 46% per eliminare                                                                             | Raffaele 29% per eliminare                                                                          | Daniel 41% per eliminare                                                                            | Raffaella 32% per eliminare                                                                         | Nina 59% per eliminare                                                                              | Nina 59% per eliminare                                                                              | Gianna 46% per eliminare                                                                            | Francesca F. 56% per eliminare                                                                      | Kilian 57% per eliminare                                                                            | Eleonora 61% per eliminare                                                                          | Roberta 49% per eliminare                                                                           | Laerte 67% per eliminare                                                                            | Thyago 24% per vincere                                                                              |                             |
| Spareggio per entrare in gioco                             | Spareggio per entrare in gioco                             | Davide 35% per entrare in gioco                          | Nessuno spareggio                                        | Nessuno spareggio                                        | Nessuno spareggio                                        | Nessuno spareggio                                        | Nessuno spareggio                                        | Nessuno spareggio                                        | Nessuno spareggio                                                                                   | Nessuno spareggio                                                                                   | Nessuno spareggio                                                                                   | Nessuno spareggio                                                                                   | Nessuno spareggio                                                                                   | Nessuno spareggio                                                                                   | Nessuno spareggio                                                                                   | Nessuno spareggio                                                                                   | Nessuno spareggio                                                                                   | Nessuno spareggio                                                                                   | Nessuno spareggio                                                                                   | Nessuno spareggio                                                                                   | Nessuno spareggio                                                                                   |                             |
| Spareggio per entrare in gioco                             | Spareggio per entrare in gioco                             | Marzio 28% per entrare in gioco                          | Nessuno spareggio                                        | Nessuno spareggio                                        | Nessuno spareggio                                        | Nessuno spareggio                                        | Nessuno spareggio                                        | Nessuno spareggio                                        | Nessuno spareggio                                                                                   | Nessuno spareggio                                                                                   | Nessuno spareggio                                                                                   | Nessuno spareggio                                                                                   | Nessuno spareggio                                                                                   | Nessuno spareggio                                                                                   | Nessuno spareggio                                                                                   | Nessuno spareggio                                                                                   | Nessuno spareggio                                                                                   | Nessuno spareggio                                                                                   | Nessuno spareggio                                                                                   | Nessuno spareggio                                                                                   | Nessuno spareggio                                                                                   |                             |
| Nuovi sbarchi                                              | Nuovi sbarchi                                              | Nessuno                                                  | Nina Morić Roberta Allegretti                            | Nessuno                                                  | Nessuno                                                  | Nessuno                                                  | Nessuno                                                  | Nessuno                                                  | Nessuno                                                                                             | Nessuno                                                                                             | Nessuno                                                                                             | Nessuno                                                                                             | Nessuno                                                                                             | Nessuno                                                                                             | Nessuno                                                                                             | Nessuno                                                                                             | Nessuno                                                                                             | Nessuno                                                                                             | Nessuno                                                                                             | Nessuno                                                                                             | Nessuno                                                                                             |                             |
| Ritirati                                                   | Ritirati                                                   | Nessuno                                                  | Matteo                                                   | Nessuno                                                  | Nessuno                                                  | Nessuno                                                  | Nessuno                                                  | Nessuno                                                  | Nessuno                                                                                             | Nessuno                                                                                             | Nessuno                                                                                             | Nessuno                                                                                             | Nessuno                                                                                             | Nessuno                                                                                             | Nessuno                                                                                             | Nessuno                                                                                             | Nessuno                                                                                             | Nessuno                                                                                             | Nessuno                                                                                             | Nessuno                                                                                             | Nessuno                                                                                             |                             |
| Uscita guest star                                          | Uscita guest star                                          | Nessuno                                                  | Nessuno                                                  | Nessuno                                                  | Nessuno                                                  | Nessuno                                                  | Nessuno                                                  | Nessuno                                                  | Nessuno                                                                                             | Nessuno                                                                                             | Nessuno                                                                                             | Nessuno                                                                                             | Simona Ventura                                                                                      | Nessuno                                                                                             | Emanuele Filiberto Di Savoia                                                                        | Nessuno                                                                                             | Nessuno                                                                                             | Alba Parietti                                                                                       | Nessuno                                                                                             | Nessuno                                                                                             | Nessuno                                                                                             |                             |

## Episodi di particolare rilievo
- Dopo aver perso il televoto per i non famosi nella seconda puntata, Davide Fabbri, sentendosi discriminato (in quanto il televoto era a sorpresa), ha protestato decidendo di rimanere in Honduras a spese della produzione. Nella quarta puntata (trasmessa il 9 marzo 2011), durante una discussione aperta sull'eliminazione, si scoprì che l'uomo è pronipote di Benito Mussolini a insaputa della produzione. Tale scoperta ha dato il via a un'altra all'interno della trasmissione Quelli che il calcio (nella puntata del 13 marzo 2011) dove Davide Fabbri, ospite, ha accusato la presentatrice di aver congiurato contro di lui[3].
- Il 55º giorno Francesca Fogar è stata morsa da un boa rosa.
- Nella puntata del 22 marzo 2011 si è rilevato che Eleonora Brigliadori si era portato di nascosto sull'Isola dei semi commestibili nascosti in un cuscino per lo shiatsu. Essendo vietato per regolamento portare qualsiasi genere alimentare, l'intero gruppo di naufraghi è stato sanzionato con il sequestro immediato della maschera da sub conquistata da Kilian Nielsen nella terza puntata durante una prova ricompensa. La maschera è stata riconquistata da Simona Ventura approdata sull'Isola la settimana successiva attraverso una prova ricompensa.

## Tutta la verità
Tutta la verità è il nome dato al Galà dell'isola del 3 maggio 2011 a cui hanno partecipato tutti i concorrenti dell'edizione. La valletta era Anoula Adoniu.
| Categorie              | Nomination                                                   | Vincitori     |
| ---------------------- | ------------------------------------------------------------ | ------------- |
| La Prova del cocco     | Gianna, Eleonora, Magda, Thyago                              | Gianna        |
| Io confesso            | Roberta, Laerte, Nina                                        | Roberta       |
| Laguna Blu             | Laerte e Nina, Alba e Thyago, Matteo e Walter, Killan e Anna | Laerte e Nina |
| Sangue e Arena         | Luca, Eleonora, Laerte, Nina                                 | Luca          |
| Lato B                 | Nina, Francesca D., Magda, Giorgia, Raffaella                | Nina          |
| Colpo di genio         | Francesca F., Laerte, Kilian                                 | Killian       |
| Il sirenetto           | Thyago, Francesco, Laerte, Luca, Walter                      | Thyago        |
| Look of the island     | Roberta, Eleonora, Magda, Daniel                             | Eleonora      |
| Emozioni               | Abigail, Giorgia, Magda, Nina, Kilian                        | Magda         |
| Karaoke dell'isola     | Matteo, Roberta, Kilian, il coro dei Famosi                  | Matteo        |
| Naufrago dei naufraghi | Tutti                                                        | Thyago        |

## Ascolti
| Puntata                | Messa in onda    | Telespettatori | Share  |
| ---------------------- | ---------------- | -------------- | ------ |
| 1                      | 14 febbraio 2011 | 3 101 000      | 12,36% |
| 2                      | 23 febbraio 2011 | 3 534 000      | 13,79% |
| 3                      | 2 marzo 2011     | 3 373 000      | 12,76% |
| 4                      | 9 marzo 2011     | 3 546 000      | 15,10% |
| 5                      | 15 marzo 2011    | 3 344 000      | 12,17% |
| 6                      | 22 marzo 2011    | 3 460 000      | 14,25% |
| 7                      | 29 marzo 2011    | 5 157 000      | 20,30% |
| 8                      | 5 aprile 2011    | 4 169 000      | 15,41% |
| 9                      | 12 aprile 2011   | 4 234 000      | 16,29% |
| Semifinale             | 19 aprile 2011   | 4 233 000      | 18,30% |
| Finale                 | 26 aprile 2011   | 4 842 000      | 21,90% |
| Media                  | Media            | 3 908 000      | 15,70% |
| Galà - Tutta la verità | 3 maggio 2011    | 2 883 000      | 10,79% |

- Nota: La première, con il 12,36%, risulta essere la meno vista della storia de L'isola dei famosi, in termini di share. Prima di allora il record lo deteneva la sesta edizione, la cui première aveva totalizzato il 19,09%, sempre in termini di share.